# Time of Our Lives
«Time Of Our Lives» (часто поется как «Time Of My Life») — песня, записанная американским рэпером Питбулем и американским R&B певцом Ни-Йо для восьмого студийного альбома первого «Globalization» и шестого студийного альбома второго «Non-Fiction». Она была выпущена 17 ноября 2014 года в качестве третьего сингла альбома «Globalization» через RCA Records. Сингл был спродюсирован Dr. Luke, Cirkut, Michael «Freakin» Everett и Lifted. Песня знаменует второе сотрудничество Питбуля с Ни-Йо, которая следует за их совместным хитом «Give Me Everything» (2011); продюсеры Dr. Luke и Cirkut также отмечают свою четвертую совместную постановку для Питбуля (после «Timber», «Wild Wild Love» и «We Are One (Ole Ola)») и третью для Ни-Йо (после «She Knows» и совместную с T-Pain «Turn All the Lights On»). Он стал самым успешным синглом Питбуля из «Globalization», достигнув 9-го места в Billboard Hot 100. «Time Of Our Lives» также заняла первое место в американском чарте US Rhythmic chart.

## Музыкальное видео
Музыкальное видео было впервые выпущено на официальном Vevo канале Питбуля 25 декабря 2014 года. Режиссером выступил Гил Грин. 20 января 2015 года на канале также было выпущено закулисное видео. Видео получило более 200 миллионов просмотров, что делает его сертифицированным 2x Vevo.
На видео видно, как Питбуль и не-Йо копят свои свободные деньги, чтобы накопить их на новогоднюю вечеринку в 1999 году. Питбуль появляется в старой школьной университетской куртке, танцуя, в то время как Ни-Йо поет в толпе женщин, щеголяя приталенной шляпой и авиаторами. Ферги на вечеринке.

## В медиа
Песня фигурирует в пилотном эпизоде «Руководство по выживанию от Купера Барретта», а также в фильмах 2016 года «5-я волна» и «Новогодний корпоратив».

## Чарты
| Чарт (2014-15)                                       | Наивысшая позиция |
| ---------------------------------------------------- | ----------------- |
| Австралия (ARIA)                                     | 12                |
| Австрия (Ö3 Austria Top 40)                          | 26                |
| Бельгия/Фландрия (Ultratip Bubbling Under)           | 3                 |
| Бельгия/Валлония (Ultratip Bubbling Under)           | 7                 |
| Канада (Billboard Canadian Hot 100)                  | 10                |
| Colombia (National-Report Top Anglo)                 | 4                 |
| Чехия (Rádio — Top 100)                              | 52                |
| Чехия (Singles Digitál Top 100)                      | 7                 |
| Дания (Tracklisten)                                  | 17                |
| Dominican Republic (Monitor Latino)                  | 3                 |
| Финляндия (Suomen virallinen lista)                  | 9                 |
| Франция (SNEP)                                       | 108               |
| Германия (GfK)                                       | 22                |
| Венгрия (Dance Top 40)                               | 22                |
| Венгрия (Rádiós Top 40)                              | 4                 |
| Венгрия (Single Top 40)                              | 15                |
| Ирландия (IRMA)                                      | 36                |
| India (Angrezi Top 20)                               | 10                |
| Italy (FIMI)                                         | 31                |
| Япония (Billboard Japan Hot 100)                     | 64                |
| Люксембург (Billboard Luxembourg Digital Song Sales) | 9                 |
| Mexico (Monitor Latino)                              | 1                 |
| Нидерланды (Dutch Top 40)                            | 15                |
| Нидерланды (Single Top 100)                          | 15                |
| Новая Зеландия (Recorded Music NZ)                   | 12                |
| Норвегия (VG-lista)                                  | 9                 |
| Польша (Polish Airplay Top 100)                      | 7                 |
| Польша (Dance Top 50)                                | 23                |
| Шотландия (OCC Scotland)                             | 23                |
| Словакия (Rádio — Top 100)                           | 25                |
| Словакия (Singles Digitál Top 100)                   | 8                 |
| Slovenia (SloTop50)                                  | 42                |
| South Africa (EMA)                                   | 4                 |
| Spain (PROMUSICAE)                                   | 25                |
| Швеция (Sverigetopplistan)                           | 14                |
| Швейцария (Schweizer Hitparade)                      | 35                |
| Великобритания (OCC UK Singles)                      | 27                |
| Великобритания (OCC UK Hip Hop/R&B)                  | 5                 |
| США (Billboard Hot 100)                              | 9                 |
| США (Billboard Hot Rap Songs)                        | 1                 |
| США (Billboard Adult Pop Airplay)                    | 21                |
| США (Billboard Dance Club Songs)                     | 1                 |
| США (Billboard Latin Airplay)                        | 18                |
| США (Billboard Latin Pop Airplay)                    | 17                |
| США (Billboard Pop Airplay)                          | 4                 |
| США (Billboard Rhythmic)                             | 1                 |
| US (Monitor Latino)                                  | 2                 |

| Чарт (2015)                      | Наивысшая позиция |
| -------------------------------- | ----------------- |
| Australia (ARIA)                 | 79                |
| Australia Urban (ARIA)           | 16                |
| Canada (Canadian Hot 100)        | 45                |
| Germany (Official German Charts) | 96                |
| Hungary (Dance Top 40)           | 81                |
| Hungary (Rádiós Top 40)          | 34                |
| Hungary (Single Top 40)          | 72                |
| Italy (FIMI)                     | 76                |
| Netherlands (Dutch Top 40)       | 62                |
| Netherlands (Single Top 100)     | 38                |
| New Zealand (Recorded Music NZ)  | 30                |
| Poland (ZPAV)                    | 34                |
| Sweden (Sverigetopplistan)       | 53                |
| US Billboard Hot 100             | 39                |
| US Dance Club Songs (Billboard)  | 36                |
| US Mainstream Top 40 (Billboard) | 24                |
| US Hot Rap Songs (Billboard)     | 6                 |
| US Rhythmic (Billboard)          | 9                 |

## Сертификации
| Регион | Сертификация  | Продажи   |
| --- | ------------- | --------- |
| Австралия (ARIA) | 2× Платиновый | 140 000   |
| Дания (IFPI Danmark) | 2× Платиновый | 180 000   |
| Германия (BVMI) | Платиновый    | 400 000   |
| Италия (FIMI) | Платиновый    | 50 000    |
| Новая Зеландия (RMNZ) | Платиновый    | 15 000*   |
| Испания (PROMUSICAE) | Платиновый    | 40 000    |
| Швеция (GLF) | Платиновый    | 40 000    |
| Великобритания (BPI) | Платиновый    | 600 000   |
| США (RIAA) | 5× Платиновый | 5 000 000 |
| * Данные о продажах приведены только на основе сертификации. · Данные о продажах + прослушиваниях приведены только на основе сертификации. |               |           |

## Дата релиза
| Регион | Дата                 | Формат                      | Лейбл                                  |
| ------ | -------------------- | --------------------------- | -------------------------------------- |
| Мир    | 17 ноября 2014 года  | Цифровая дистрибуция        | Mr. 305 Polo Grounds Music RCA Records |
| США    | 12 декабря 2014 года | Rhythmic contemporary radio | Mr. 305 Polo Grounds Music RCA Records |
| Италия | 30 января 2015 года  | Contemporary hit radio      | Mr. 305 Polo Grounds Music RCA Records |